# Drottning Blankas plats

Drottnings Blankas plats är en liten park i Varberg, strax söder om centrum. Den är namngiven efter drottning Blanka av Namur, som tidvis huserade på Varbergs fästning med sin make kung Magnus Eriksson.
Drottnings Blankas plats är mycket liten, och omfattar en gräsyta med några träd. Det finns också ett buskage samt blomsterrabatter med parkbänkar och med sandlåda.
Parken ligger vid korsningen mellan Södra Vägen och Ringvägen. Det finns också en busshållplats med namnet Drottnings Blankas plats.